# Zbigniew Wassermann
Zbigniew Franciszek Wassermann (17 de setembro de 1949 — 10 de abril de 2010) foi um político polaco.
Foi uma das vítimas do acidente do Tu-154 da Força Aérea Polonesa.